# Carlo Cignetti
Carlo Cignetti (Torino, 9 aprile 1927 – Torino, 1992) è stato un traduttore e poeta italiano.

## Biografia
Dal 1945 al 1947 frequentò la Scuola Normale Superiore nella classe di Lettere e Filosofia per poi trasferirsi nel 1948 alla facoltà di Lettere e Filosofia dell'Università di Torino, laureandosi in Lettere nel 1950.
Trasferitosi prima a Parigi, dove conobbe e frequentò René Char e la cerchia dei suoi giovani amici, iniziò in seguito a lavorare come lettore d'italiano all'Università di Algeri, dal 1954 al 1961. Ha tradotto dal francese opere narrative (Beckett, Robbe-Grillet), teatrali (Robert Pinget) e saggistiche (Fanon, Lucien Lévy-Bruhl, Barthes, Yourcenar). Dagli anni sessanta visse a Torino.
Scrisse tre libri di poesie: Un gioco di carte (1974), Rorangiavercelindaviò (1979) e in forma di HAIKU (1990).
Collaborò con il compositore Giulio Castagnoli, che si ispirò alla sua poesia in numerosi lavori.

## Opere

### Raccolte di poesie
- Un gioco di carte: 54 poesie, collana Quaderni di Ant.Ed, nota al testo di Guido Davico Bonino, Novara, Tipografia Eporediese, 1974.
- Rorangia Vercelinda Viò: 19 ritratti e altre poesie inesistenti, collana Neòteroi, a cura di Cesare Segre e Annalisa Cima, Milano, All'insegna del pesce d'oro, 1979.
- in forma di HAIKU, collana Poetidiana, Roma, Edizioni Empirìa, 1990.

### Traduzioni
- Alain Robbe-Grillet, L'anno scorso a Marienbad, collana Coralli Einaudi, Torino, Giulio Einaudi Editore, 1961.
- Simone de Beauvoir e Gisèle Halimi, I carnefici, collana Nostro Tempo, Roma, Editori Riuniti, 1962.[3]
- Lucien Lévy-Bruhl, La mentalità primitiva, collana Nuova Universale Einaudi, con un saggio di Giuseppe Cocchiara, Torino, Giulio Einaudi Editore, 1963.
- Robert Pinget, Qui o altrove: Seguito dagli atti unici Arcicoso e L'ipotesi, collana Collezione di teatro, Torino, Giulio Einaudi Editore, 1965.
- Frantz Fanon, I dannati della terra, collana Nuova Universale Einaudi, prefazione di Jean-Paul Sartre, Torino, Giulio Einaudi Editore, 1966.
- Samuel Beckett, Novelle e testi per nulla, collana La ricerca letteraria, Torino, Giulio Einaudi Editore, 1967.
- Corrado Augias (a cura di), Teatro del Grand Guignol, Torino, Giulio Einaudi Editore, 1972.
- Marguerite Yourcenar, Alcuni temi erotici e mistici del Gītagovinda, in Jayadeva, Gītagovinda, collana Piccola Biblioteca Adelphi, Milano, Adelphi, 1982.
- Roland Barthes, Incidenti, collana Saggi brevi, Torino, Giulio Einaudi Editore, 1990, ISBN 8806118579.